# Beaujeu-Saint-Vallier-Pierrejux-et-Quitteur
Beaujeu-Saint-Vallier-Pierrejux-et-Quitteur település Franciaországban, Haute-Saône megyében. Lakosainak száma 922 fő (2022. január 1.). Beaujeu-Saint-Vallier-Pierrejux-et-Quitteur Autet, Igny, Mercey-sur-Saône, Montureux-et-Prantigny, Rigny, Saint-Broing, Sauvigney-lès-Gray, Vereux és Seveux-Motey községekkel határos.

## Népesség
A település népességének változása:
| Lakosok száma | 946  | 927  | 945  | 934  | 937  | 931  | 929  | 923  | 922  |
|               | 2013 | 2015 | 2016 | 2017 | 2018 | 2019 | 2020 | 2021 | 2022 |